# Canal de Berry
Der Canal de Berry [kanal də beʁi] (ursprünglich: Canal du Duc de Berry) ist ein ehemaliger französischer Schifffahrtskanal im historischen Herzogtum Berry in den heutigen Regionen Auvergne-Rhône-Alpes und Centre-Val de Loire.
1955 wurde er aus der Liste der schiffbaren Gewässer Frankreichs gestrichen, an die Gebietskörperschaften verkauft und teilweise zugeschüttet.

## Verlauf des Kanals
Bei seiner Eröffnung bestand er aus folgenden Abschnitten, die alle im Ort Fontblisse, Gemeinde Bannegon zusammentrafen:
Abschnitt Süd
Dieser Abschnitt ist 70 Kilometer lang und folgt dem Oberlauf des Cher und der Marmande. Er verbindet die Städte Montluçon, Vallon-en-Sully, Saint-Amand-Montrond und Fontblisse, wo er mit den übrigen Kanalabschnitten zusammentrifft.
- Ausgangspunkt: 46° 21′ 34″ N, 2° 35′ 44″ O
- Endpunkt: 46° 46′ 37″ N, 2° 44′ 13″ O

Durchquerte Départements: Allier und Cher
Abschnitt Nordwest
Dieser 142 Kilometer lange Abschnitt folgt dem Lauf der Flüsse Auron, Yèvre und dem Unterlauf des Cher. Er verbindet die Orte Fontblisse, Dun-sur-Auron, Bourges, Mehun-sur-Yèvre, Vierzon und Noyers-sur-Cher. Westlich von Noyers-sur-Cher mündet der Kanal in den hier kanalisierte Cher, der seinerseits westlich von Tours die Loire erreicht.
- Ausgangspunkt: 46° 46′ 37″ N, 2° 44′ 13″ O
- Endpunkt: 47° 16′ 30″ N, 1° 23′ 37″ O

Durchquerte Départements: Cher und Loir-et-Cher
Abschnitt Nordost
Dieser Abschnitt ist 49 Kilometer lang und folgt nach Überquerung einer Scheitelhaltung dem Lauf des Flusses Aubois ins Loire-Tal. Er verbindet die Orte Fontblisse, Sancoins und Marseilles-lès-Aubigny, wo er in den Canal latéral à la Loire einmündet. Ein weiterer Kanalabschnitt, der von Sancoins, den Allier aufwärts, bis nach Moulins führen sollte, war zwar geplant, wurde aber nie ausgeführt.
- Ausgangspunkt: 46° 46′ 37″ N, 2° 44′ 13″ O
- Endpunkt: 47° 4′ 9″ N, 3° 0′ 46″ O

Durchquertes Département: Cher

## Technische Infrastruktur

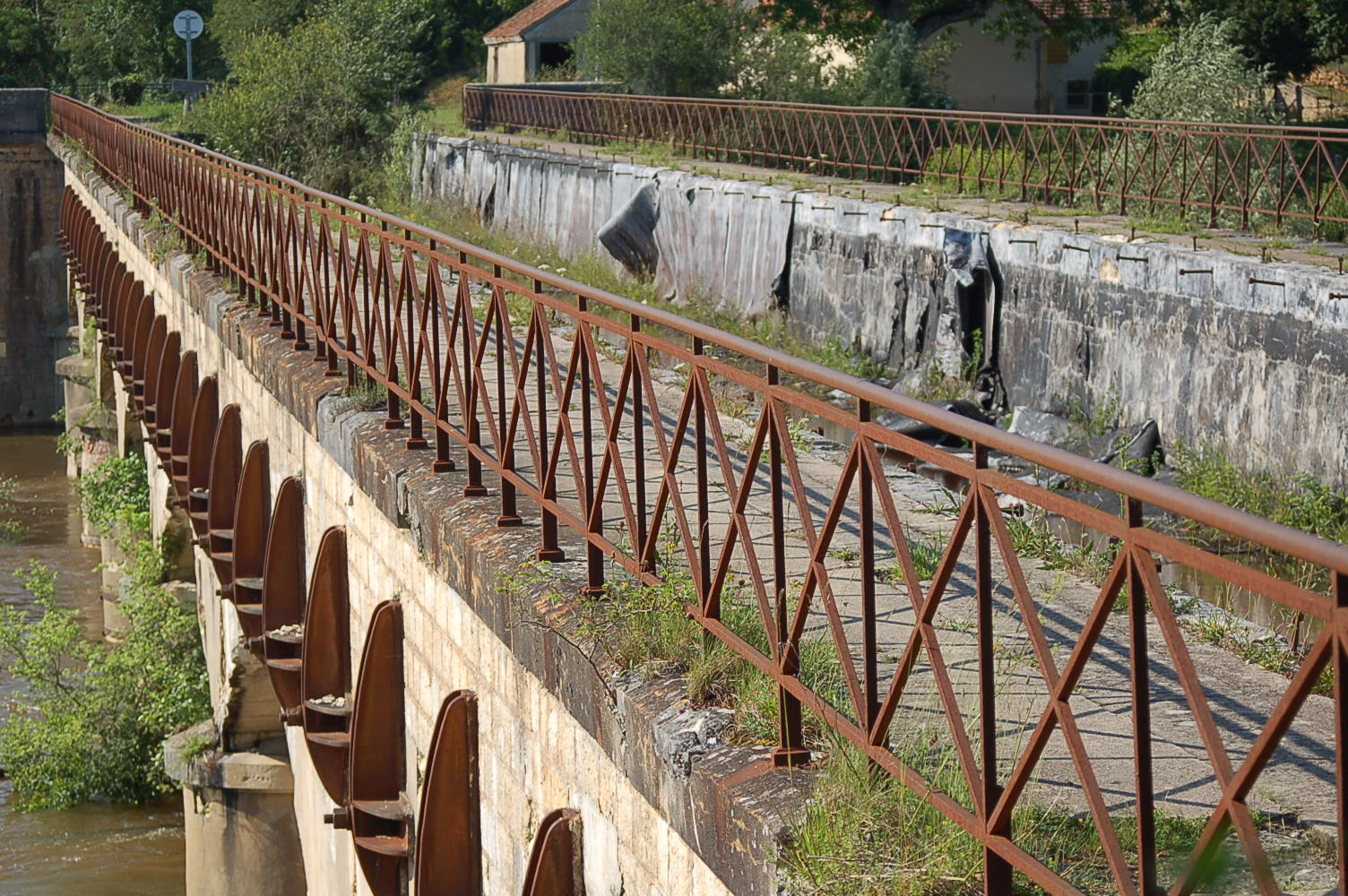
Kanalbrücke bei La Tranchasse über den Cher

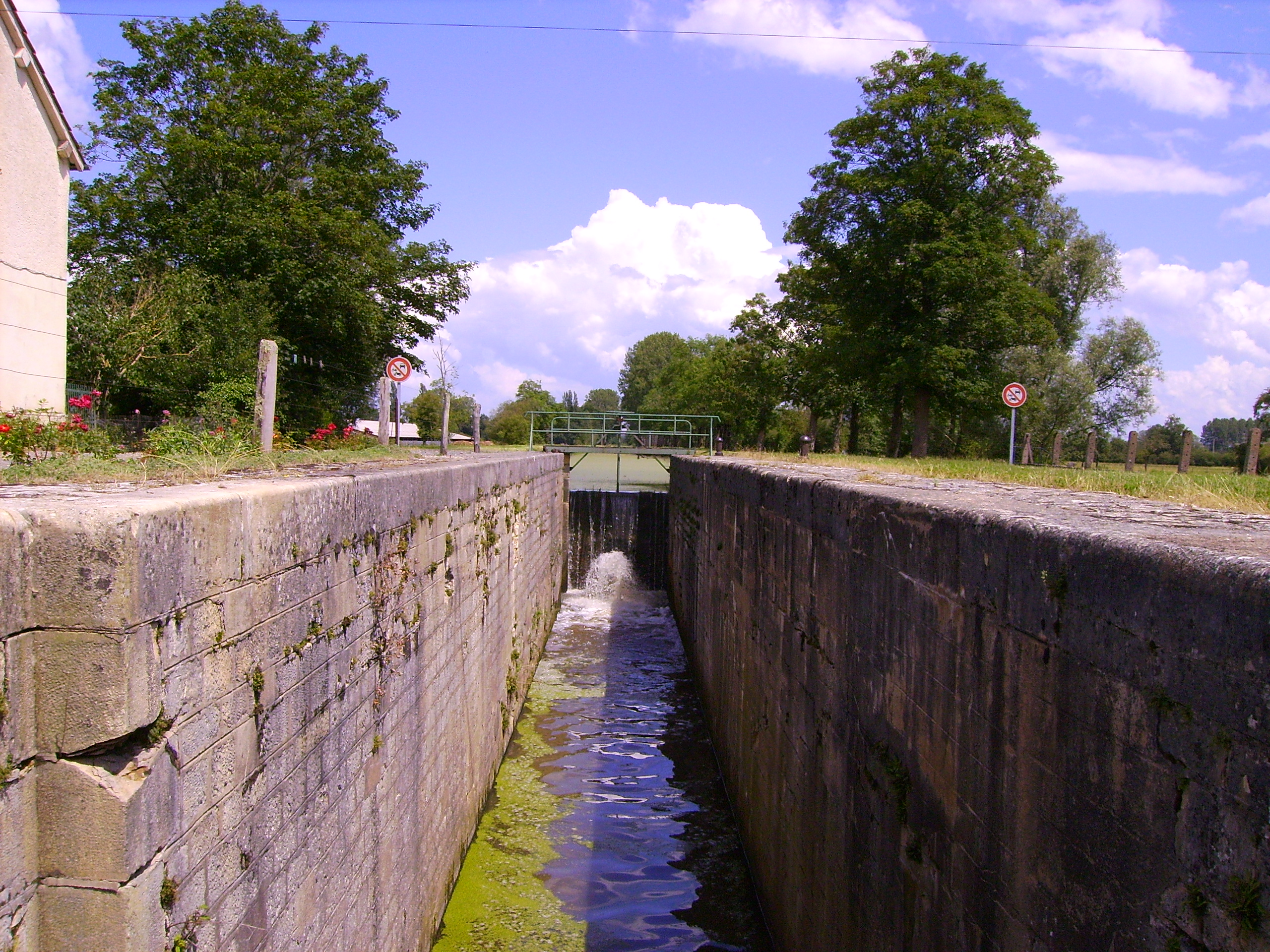
Schleuse Les Clairins bei Saint-Amand-Montrond

Der Kanal weist eine Gesamtlänge von 261 Kilometern auf und verfügt über 97 Schleusen. 
 An Kunstbauten waren erforderlich:
- 139 fixe Brücken
- 66 bewegliche Brücken,
- 5 Kanalbrücken.

Der größte Teil des Kanals ist vom Typ her als Seitenkanal einzuordnen, nur der Nordostabschnitt  musste als Wasserscheidenkanal ausgeführt werden, um den Höhenzug zwischen Fontblisse und Sancoins überschreiten zu können. Da die dortigen Wasservorräte für die Scheitelhaltung nicht sehr groß waren, wurde der gesamte Kanal lediglich für das individuelle Schiffsmaß des Erbauers Joseph-Michel Dutens dimensioniert, das nach ihm Gabarit Dutens (Gabarit = Schablone, Abmessung) genannt wird. Weil die Schleusen nur eine Dimension von 27,75 × 2,70 Metern aufwiesen, musste auch ein spezieller Schiffstyp für den Kanal entwickelt werden, die Flûte Berrichonne. Diese hatte eine Abmessung von maximal 27,50 × 2,60 Metern, konnte eine Last von 60 Tonnen aufnehmen und war von den englischen Narrowboats inspiriert.

## Geschichte

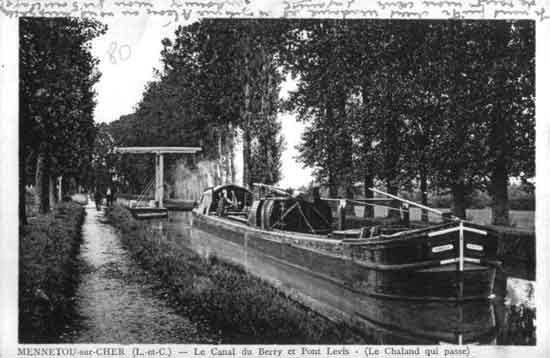
Frachtschiff auf dem Canal de Berry (vermutl. 1930er Jahre)

Er wurde in den Jahren 1809–1841 im Auftrag des französischen Generaldirektors für das Straßen- und Brückenwesen, Louis Becquey, durch Chef-Ingenieur Joseph-Michel Dutens angelegt.
Nach seiner Inbetriebnahme diente der Canal de Berry als Transportverbindung vom Loire- zum Rhonetal. Er hat sehr viel zur Entwicklung von Montluçon beigetragen, wurde doch die Region auf diesem Wege mit Kalk, Zement, Holz, Kohle und Porzellan beliefert. Mit dem Aufkommen des größeren Schiffsstandards Freycinet ist der Kanal dann aber bald an die Grenzen seiner wirtschaftlichen Leistungsfähigkeit gestoßen. Infolge seiner geringen Schleusen-Abmessungen wurde der Gütertransport 1954 eingestellt.

## Pläne zur Wiederherstellung
Es gibt Bestrebungen, den ländlichen Kanal im Zentrum Frankreichs für den Tourismus wieder schiffbar zu machen. Durch die unterschiedliche Nutzung des Wasserlaufes seit seinem Verkauf sind einige Teilabschnitte verbaut oder planiert worden, was seine Wiederherstellung erschwert. Ein Verein zur Wiedereröffnung des Canal de Berry (ARACABE) wurde gegründet und arbeitet seit 1996 auf das Ziel einer Wiedereröffnung des Kanals für die Freizeitgestaltung und den Wassertourismus mit Sport- und Hausbooten hin. 14 Kilometer des Kanals sind bereits wiederhergestellt, davon 12 Kilometer mit fünf Schleusen zwischen Selles-sur-Cher und Noyers-sur-Cher und drei Kilometer mit zwei Schleusen oberhalb von Vierzon.